# Данилевская, Мария Юрьевна
Мария Юрьевна Данилевская (урождённая Степина; псевдоним Софийская; род. 21.10.1966, Ленинград) — российский литературовед, исследователь биографии и творчества Н. А. Некрасова и литературного контекста его времени. С 2018 года — член Российского Межрегионального союза писателей (секции: литературоведение; проза).

## Биография
Родилась в Ленинграде. В 1989 году поступила в Санкт-Петербургский государственный университет на филологический факультет, отделение «Русский язык и литература», окончила в 1996 году. В том же году поступила в аспирантуру ИРЛИ (Пушкинский Дом) РАН.
С 2001 по 2019 год сотрудница ИРЛИ (Пушкинский Дом) РАН.
С 2000-х годов в разное время работала редактором в различных издательствах и издательских домах: «Издательство Европейского университета», «Дмитрий Буланин», «Нева», «Питер», «Terra Fantastica» и других.
С 2020 года — действительный член Академии русской словесности и изящных искусств имени Г. Р. Державина.
С 2024 года сотрудница РХГА им. Ф. М. Достоевского.

## Научная деятельность
Область научных интересов: индивидуальная поэтика, анализ литературного произведения, проблема атрибуции, литературная репутация, биографика, мемуаристика, история русской критики, эвристика, герменевтика.
С 1991 г. принимала участие в коллективных трудах ИРЛИ (Пушкинский Дом) РАН: в Академическом полном собрании сочинений и писем Н. А. Некрасова (Т. XIII, кн. 1 — раздел «Вместо рецензии»: сост., коммент.); составитель и комментатор «Летописи жизни и творчества Н. А. Некрасова: в 3 т.» (СПб.: Наука, 2006—2009) (т. 1: 1847 год, сост., комм.; т. 3: 1873—1875, сост., комм.; 1876—1877, сост., комм. (в соавт. с. Н. Н. Мостовской); раздел «Прощание с Н. А. Некрасовым», с. 606—624).
Автор статей и член редколлегии сериального издания ИРЛИ (Пушкинский Дом) РАН «Некрасовский сборник» (вып. XIII (2001), XIV (2008); вып. XV—XVI (2019) — отв. ред.).
Состояла членом редколлегии историко-литературного сборника «Карабиха» (Ярославль), издающимся Музеем-заповедником Н. А. Некрасова «Карабиха» по результатам научно практических конференций, где остаётся печатающимся автором.
Составитель и редактор сборника под грифом ИРЛИ (Пушкинский Дом) РАН материалов юбилейной международной конференции «Т. Г. Шевченко и его время» (изд. 1-е — СПб., 2014; изд. 2-е, доп. — СПб., 2015).
Научный консультант съемочной бригады и рассказчик в кадре в научно-популярном фильме «Некрасов и современность» (реж. А. Боярских, Москва, 2011). С 2008 по 2018 гг. организатор и ведущий «Некрасовских конференций», «Некрасовских чтений в Пушкинском Доме», основатель, организатор и ведущий Панаевских чтений в
Мемориальном музее-квартире Н. А. Некрасова на Литейном 36.
В 2014 г. защитила кандидатскую диссертацию «Н. А. Некрасов в русской критике 1838—1848 гг.».
Участница издания «Н. А. Некрасов: pro et contra: антология», т. 3 (СПб.: Изд-во РХГА, 2022).

## Сочинения
Автор более ста двадцати публикаций, включая мемуарные и мемуарно-беллетристические .
Статьи и публикации посвящены творчеству и биографии Н. А. Некрасова, Я. П. Полонского, И. С. Тургенева, И. И. Панаева, А. Я. Панаевой, А. В. Дружинина, Т. Г. Шевченко, В. Г. Белинского, П. В. Плетнева, Н. А. Полевого и др.
В 2022 г. выпустила под грифом ИРЛИ (Пушкинский Дом) РАН монографию «Н. А. Некрасов в русской критике 1838—1848 гг.: творчество и репутация» и сборник «Осколки голограммы: статьи разных лет».

## Оценки
Труд Данилевской, авторитетного некрасоведа, на протяжении многих лет сотрудника Некрасовской группы Пушкинского Дома, построен на глубоком изучении архивных материалов, периодики, дневников и писем литераторов, воспоминаний современников Некрасова. Впервые в отечественной науке предпринят многогранный контекстуальный и историко-функциональный анализ критических работ, высказываний и суждений о Некрасове, который позволяет осмыслить рецепцию литературной деятельности поэта с 1838 г. по 1848 г. отечественной критикой и журналистикой. … Монография Данилевской, несомненно, является значительным трудом, который будет востребован не только учеными-филологами, но и школьными учителями, студентами гуманитарных вузов.
Одновременно с рецензируемой монографией Данилевской вышел в свет сборник её статей разных лет, который во многом дополняет и разворачивает отдельные сюжеты, а главное — является контекстуальным исследованием биографии и творчества Н. А. Некрасова и его современников: В. Г. Белинского, И. С. Тургенева, А. В. Дружинина, Я. П. Полонского, Д. В. Григоровича, Т. Г. Шевченко, И. И. Панаева, А. Я. Панаевой [Данилевская: Осколки голограммы]. В сборнике имеется немало интересных и продуктивных для исследователей тем и мотивов, касающихся «панаевского» сюжета, мемуарных текстов, типологических связей и перекличек Некрасова с современниками. Доманский В. А. Ранний Н. А. Некрасов в прижизненной критике // Два века русской классики. — 2022. — Т. 4. — № 3. — (Рецензия на книгу)
Развертывающаяся в книге картина историко-литературного развития, борьбы, отталкиваний и сближений, если иметь в виду сам подбор имен критиков Некрасова, носит исчерпывающе полный характер. Методика анализа критических откликов позволяет оценить их во множестве аспектов, обращая внимание читателя и к истокам специфических черт той или иной творческой индивидуальности, и к перспективе движения каждого из литераторов. Широкая панорама историко-литературной жизни 1838—1848 гг. глубоко и интересно представлена в монографии М. Ю. Данилевской. Березкина С. В. // Данилевская М. Ю. Н. А. Некрасов в русской критике 1838—1848 гг.: творчество и репутация": монография. СПб.: «Скифия», 2022. — 516 с. — (Рецензия на книгу).
В результате '«полифонического»' сопоставления разных взглядов на начинающего поэта М. Ю. Данилевской удается не только представить истоки противоречивости репутации Некрасова, но и отчетливо выявить и проанализировать структуру этой противоречивости. Все суждения автора всегда обоснованные и блестяще аргументированы. <…> Вопрос о '«литературной репутации»' Некрасова в период, когда он дебютировал в качестве поэта, прозаика, критика и издателя, разработан крайне слабо. Книга Данилевской позволяет систематизировать имеющийся материал и привести к определённой ясности этот вопрос. Макеев М. С.// Данилевская М. Ю. Н. А. Некрасов в русской критике 1838—1848 гг.: творчество и репутация": монография. СПб.: «Скифия», 2022. — 516 с. — (Рецензия на книгу).
Ряд выводов носит гипотетический характер, старая академическая школа в таких случаях проявляет сверхосторожность, однако гипотеза, стремящаяся к предельному расширению своей доказательной базы, способна вывести науку из уютных тупичков недостаточной информации. Хотелось бы поддержать М. Ю. Данилевскую на этом пути; она сохраняет традиции строгого академизма, её предположения убедительно аргументированы. Викторович В. А. // ''Данилевская М. Ю. Н. А. Некрасов в русской критике 1838—1848 гг.: творчество и репутация": монография. СПб.: «Скифия», 2022. — 516 с. — (Рецензия на книгу)''.
Практически не выходя за границы не столь уж многочисленных и нередко чрезвычайно кратких отзывов о молодом Некрасове, М. Ю. Данилевская создает многогранный и динамичный портрет русской литературной критики на одном из самых сложных её этапов.
Этот портрет не только стереоскопичен, но и объективен, потому что Данилевская скрупулёзно учитывает персональные и групповые (журнально-партийные) отношения пишущих о Некрасове, равно как и влияние на характер отзывов быстро меняющихся приоритетов и сфер его деятельности, его личные контакты, его отношения с авторами критических высказываний.
Однако критика — это половина книги. Вторая её часть — Некрасов. Исследовательница фиксирует непрекращающуюся эволюцию молодого литератора, динамику его становления и самосознания.
Мысль Данилевской напряжена и динамична, и каждая новая глава — своеобразное монографическое исследование одного из аспектов критики 1838-1848 гг. Таборисская Е. М. //Данилевская М. Ю. Н. А. Некрасов в русской критике 1838—1848 гг.: творчество и репутация": монография. СПб.: «Скифия», 2022. — 516 с. — (Рецензия на книгу).
Значение и, что ещё важнее, дальнейшие научные перспективы этой интереснейшей работы переоценить трудно.
Автор блестяще знает свой материал и понимает его прихотливейшую, сотканную из десятков частных воль и интересов логику.
Особую актуальность приобретает избранный М. Ю. Данилевской ракурс рассмотрения Некрасова — репутационный. Потому что борьба личных и партийных интересов, порождающая каждую конкретную литературную репутацию, меньше всего имеет отношения к реальной значимости писателя, а уже тем более — его творчеству. и Некрасов неожиданно оказался «типичным представителем» объекта именно такой игры.
Надо сказать, что коллегу Данилевскую вообще отличает высочайшее чувство ответственности буквально за каждое написанное слово. Именно поэтому стиль её сочинения кажется порой слегка тяжеловесным. Зато придраться практически ни к чему просто невозможно: настолько проверены факты, взвешены оценки, отобраны слова. Орлицкий Ю. Б. //Данилевская М. Ю. Н. А. Некрасов в русской критике 1838—1848 гг.: творчество и репутация": монография. СПб.: «Скифия», 2022. — 516 с. — (Рецензия на книгу).
Книга М. Ю. Данилевской представляет собой значительный научный ресурс, аккумулирующий факты истории русской литературы, собранные квалифицированно и филологически грамотно. Выводы автора самостоятельны и хорошо аргументированы. В книге содержатся сведения, полезные для уточнения истории русской литературы XIX века и для новых исследований в области изучения творчества Н. А. Некрасова.
Статьи, составляющие книгу, отличаются разнообразием тем… Баршт К. А. //Данилевская М. Ю. Осколки голограммы: Статьи разных лет. СПб.: «Скифия», 2022. — 632 с. — (Рецензия на книгу).

## Избранная библиография
- Данилевская М. Ю. Н. А. Некрасов в русской критике 1838—1848 гг.: творчество и репутация": монография. СПб.: «Скифия», 2022—516 с.
- Данилевская М. Ю. Осколки голограммы: Статьи разных лет. СПб.: «Скифия», 2022—632 с.: илл.
- Данилевская М. Ю. «Ваш Некрасов»: «Кому на Руси жить хорошо». Стихотворения и поэмы. Хроника жизни и творчества: Литературно-художественное издание. / Составители — Н. Н. Скатов, М. Ю. Данилевская; хроника жизни и творчества, примечания, именной указатель — М. Ю. Данилевская. — М., 2020. 552 с.
- Данилевская М. Ю. / Некрасов Н. А. Стихотворения / Сост., вступ. статья, комментарии, краткая хроника жизни и творчества М. Ю. Данилевской. М.: «Омега», 2021 640 с. Тираж 1000 экз.
- Степина М. Ю. Некрасов и Селина Лефрен-Потчер: Комментарии к реконструкции эпизода биографии // Некрасовский сборник. — СПб.: Наука. 2008. — Т. XIV. — С. 175—177 — 288 с.
- Степина М. Ю. Письма Селины Поттше-Лефрен к Николаю Некрасову (Публикация и комментарии М. Ю. Степиной). «Карабиха»: Историко-литературный сборник. Вып. V.Ярославль, 2006 С.187-195.
- Данилевская М. Ю. Письма Т. Бильрота к Н. А. Белоголовому. (Публикация) — Некрасовский сборник. Вып. XV—XVI. Брянск, 2019 С. 221—225. (В соавт. с Р. Ю. Данилевским).
- Данилевская М. Ю. Письма С. Лефрен к А. М. Унковскому. (Публикация) — Некрасовский сборник. Вып. XV—XVI. Брянск, 2019 С. 225—229. (В соавт. с Н. Н. Пайковым).
- Данилевская М. Ю. Прошение Панаевых об отказе от наследства. (Публикация) — Некрасовский сборник. Вып. XV—XVI. Брянск, 2019 С. 230—232.
- Степина М. Ю. Из предыстории ежемесячника «Собрание иностранных романов, повестей и рассказов…» (1855—1856 гг. в жизни переводчицы Е. Н. Ахматовой). // Ежегодник рукописного отдела на 2012 год. — С. 197—214.
- Степина М. Ю. К вопросу об атрибуции «Рассказов о житейских глупостях» в некрасовском «Современнике» 1850 г. — Русская литература. СПб., 1995 № 2 С. 153—162.
- Степина М. Ю. Н. В. Савельев-Ростиславич — один из первых рецензентов Н. А. Некрасова. — Известия РГПУ им. А. И. Герцена. Аспирантские тетради". № 38 (82). (2008). С. 326—330.
- Степина М. Ю. К атрибуции критических высказываний о Н. А. Некрасове (1840-е гг.). — Русская литература. 2012 № 3 С. 120—129.
- Данилевская М. Ю. Н. А. Некрасов и Ф. В. Булгарин: формирование мифа. — Ф. В. Булгарин — писатель, журналист, театральный критик. Материалы международной научной конференции (Москва, РГБИ, 30-31 октября 2017 г.). М.: НЛО, 2019 С. 475—489.
- Данилевская М. Ю. Н. А. Некрасов — исполнитель своих стихов и драматическое искусство начала XX века. — Вестник Санкт-Петербургского государственного университета технологии и дизайна. № 3 2021 Серия 2 Искусствоведение. Филологические науки. Научный журнал, 2021 С. 124—129.
- Данилевская М. Ю. Предыстория литературного конфликта Некрасова и Белинского в 1847 г. // Печать и слово Санкт-Петербурга: Сборник научных трудов: Петербургские чтения. — 2021 СПб., 2022 С. 256—258.
- Данилевская М. Ю. В. Г. Белинский и А. А. Краевский: «неудобные» подробности //Печать и слово Санкт-Петербурга: Сборник научных трудов: Петербургские чтения. 2023 СПб., 2024 С. 132—139.
- Данилевская М. Ю. К вопросу о прототипе героя повести А. В. Станкевича «Ипохондрик» // Печать и слово Санкт-Петербурга: Сборник научных трудов: Петербургские чтения. — 2022 СПб., 2023 С. 47-53.
- Данилевская М. Ю. Ступин Николай Дмитриевич. — Русские писатели 1800—1917: Биографический словарь. Т. 6 С—Ч. СПб., 2019. С. 104—105.
- Данилевская М. Ю. Сушков Николай Васильевич. — Русские писатели 1800—1917: Биографический словарь. Т. 6 С—Ч. СПб., 2019. С. 157—159.
- Данилевская М. Ю. Шелгунова Людмила Петровна. — Русские писатели 1800—1917: Биографический словарь. Т. 7 Ш—Я. СПб.: Нестор-История, 2024.
- Степина М. Ю. Шевченко Т. Г. — Три века Санкт-Петербурга: Энциклопедия: В 3 т. Девятнадцатый век: Кн. 7 СПб., 2010
- Степина М. Ю. Успенский Г. И. — Три века Санкт-Петербурга: Энциклопедия: В 3 т. Девятнадцатый век: Кн. 8 СПб., 2010
- Степина М. Ю. Памфлет. Пасквиль // Литературоведческие термины: Материалы к словарю: Вып. III: Интерпретация. Коломна, 2011 С. 81-85.
- Степина М. Ю. (в соавт. с А. Ю. Балакиным). «Это надо спросить у Бессонова…» — Новое литературное обозрение. 2016 № 4 С. 219—223.
- Степина М. Ю. Финифть. — Памяти Б. В. Мельгунова. — Сборник воспоминаний. — СПб., 2010 — С. 58-77.
- Степина М. Ю. Научная биография мифологизированной фигуры. Рецензия на монографию М. С. Макеева «Николай Некрасов» (ЖЗЛ). Русская литература.2018 № 3 С. 260—265.

- Некрасов, Николай Алексеевич (русский поэт ; 1821—1877). Я лиру посвятил народу своему [Текст] : стихотворения : [8 класс] / Н. А. Некрасов; [предисл., сост. М. Ю. Софийской]. — Санкт-Петербург : Лениздат, 2014. — 287 с. — (Лениздат-классика). — 14+. — ISBN 978-5-4453-0533-0 (в пер.) : Б. ц.